# Margie Alexander
Marjorie Lucille „Margie“ Alexander (11. října 1948, Carrollton – 26. března 2013) byla americká gospelová a soulová zpěvačka.

## Život
Narodila se jako třetí ze šesti dětí. Začala zpívat v baptistickém kostele Piney Grove a navštěvovala Carver Hugh School v Atlantě.
Roku 1960 se stala členkou Gospel Crusaders of Los Angeles a roku 1968 začala zpívat v Club 400 v Atlantě a jako vokalistka v kapele Clarence Cartera. Roku 1971 podepsala nahrávací kontrakt s Atlantic Records kde nahrála píseň Can I Be Your Main Thing. Producentem se stal Clarence Carter. Tato píseň se však nestala hitem.
Když Clarence Carter založil nahrávací společnost Future Stars, pokračovala ve spolupráci s ním. Roku 1974 nahrála píseň Keep On Searching kterou produkoval a napsal sám Clarence a tato píseň se stala jejím největším hitem. V nahrávací společnosti Chi-Sound Records nazpívala roku 1977 dva menší hity, It's Worth a Whippin a Gotta Get A Hold On Me. V Soul Potion Label nazpívala roku 1992 gospelové album s názvem God Is In Control.
Jejím manželem se stal John E. Babbs (1997). Roku 1997 vystoupila v Carrollton kostele jako Margie Babbs.
Zemřela 26. března 2013 ve věku 64 let.

## Diskografie

### Singly
- "Can I Be Your Main Thing" / "It Can't Last Forever" (Atlantic 2828, 1971)
- "Love Slave" / "Keep On Searching" (Future Stars 1005, 1974)
- "It's Worth A Whippin'" / "Take My Body" (Chi-Sound 17605, 1976)
- "Gotta Get A Hold On Me" / "What'cha Trying To Do To Me" (Chi-Sound 1033, 1977)
- "Looking Back" / "Blue Vibrations" (Startown 005, 1984)

### Alba
- God Is In Control (Soul-Po-Tion Records, 1992)